# Rødkilde (Ulbølle Sogn)
 For alternative betydninger, se Rødkilde. (Se også artikler, som begynder med Rødkilde)
Rødkilde er en af landets ældste gårde, og sit navn skylder den de jernholdige kilde i dens have og på dens marker. Allerede på Erik Menveds tid nævnes gården. Rødkilde ligger i Ulbølle Sogn, Sallinge Herred, Svendborg Kommune. Hovedbygningen er opført i 1854. Herregårdens vandmølle er fredet.
Rødkilde Gods er på 262 hektar, med flere solcelleanlæg.
- Rødkildes hovedbygning 2011
- Rødkilde Vandmølle 2011
- Rødkilde Vandmølle 2011
- Rødkildevej 16

## Ejere af Rødkilde
- (1300-1314) Tyge Lauridsen Abildgaard
- (1314-1453) Ukendt ejere
- (1453-1510) Hans Poulsen Hvide
- (1510-1537) Knud Ottesen Hvide
- (1537-1563) Jacob Knudsen Hvide
- (1563-1577) Anne Knudsdatter Hvide gift Friis / Margrethe Knudsdatter Hvide gift Ulfeldt
- (1577-1595) Margrethe Knudsdatter Hvide gift Ulfeldt
- (1595-1608) Oluf Brockenhuus
- (1608-1614) Breide Rantzau
- (1614-1635) Cai Rantzau / Frants Rantzau / Sophie Caisdatter Rantzau
- (1635) Anne Lykke gift Rantzau
- (1635-1645) Frants Lykke
- (1645-1663) Kaj Frantsen Lykke
- (1663) Anne Margrethe von Götzen gift Schult
- (1663-1667) Niels Banner
- (1667-1672) Simon Fock
- (1672-1673) Simon Motzfeldt / Christen Pedersen
- (1673-1687) Christen Pedersen
- (1687-1694) Knud Krag
- (1694-1706) Johan Monrad
- (1706-1732) Børge Trolle
- (1732-1736) Johan Lehn
- (1736-1790) Jens Lange
- (1790-1829) Johan Jensen Lange
- (1829-1874) Erik Harding Lange
- (1874-1891) Christian Eriksen Lange
- (1891-1892) Erik Engelke Schaffalitzky de Muckadell
- (1892-1923) Ludvig Sophus Vilhelm Schaffalitzky de Muckadell
- (1923-1928) Enkefru Schaffalitzky de Muckadell
- (1928-1955) Johan Ludvig Schaffalitzky de Muckadell
- (1955) Einer Petersen
- (1955) Statens Jordlovsudvalg
- (1955-1959) Henry Nexøe-Larsen
- (1959-1971) Ejner Kronshage Rasmussen
- (1971-1999) Poul Arvi Kronshage Rasmussen
- (1999-2005) Poul Arvi Kronshage Rasmussen / Kim Kronshage Rasmussen
- (2005-) Kim Kronshage Rasmussen